# RSKイブニング
『RSKイブニング』（アールエスケイイブニング）は、2011年4月4日から2018年3月30日まで山陽放送（RSKテレビ）で平日夕方に放送されていたローカルワイド・コンプレックス番組である。ステレオ放送ならびにリアルタイム字幕放送を実施。

## 概要
本番組は第1部『RSKイブニング5時』の開始とともにスタートした。新聞とRSK公式サイトの番組表ならびにEPGでは『イブニング5時』は『RSKイブニング 5時』と、『Nスタ』は『RSKイブニング Nスタ』と、『RSKイブニングニュース』は『RSKイブニング ニュース』と表記されている。ただし、2011年7月22日から2012年3月30日までは、『Nスタ』のみ『RSKイブニング』の冠が外れていた。
RSKテレビでの平日夕方のローカルコンプレックス番組は『イブニングワイド21』以来7年ぶりとなる。

## 放送時間
- 月曜日 - 金曜日 17:00 - 19:00 （日本標準時、120分、2011年4月4日 - ）

## 番組内容
- RSKイブニング5時（17:00 - 17:50）
- Nスタ（TBSテレビ発全国ネットニュース、17:50 - 18:15）
- RSKイブニングニュース（18:15 - 18:50）

## 関連番組
- RCCイブニングワイド - かつて中国放送（RCCテレビ）が平日夕方に放送していたローカルコンプレックス番組。